# Lothar Renner

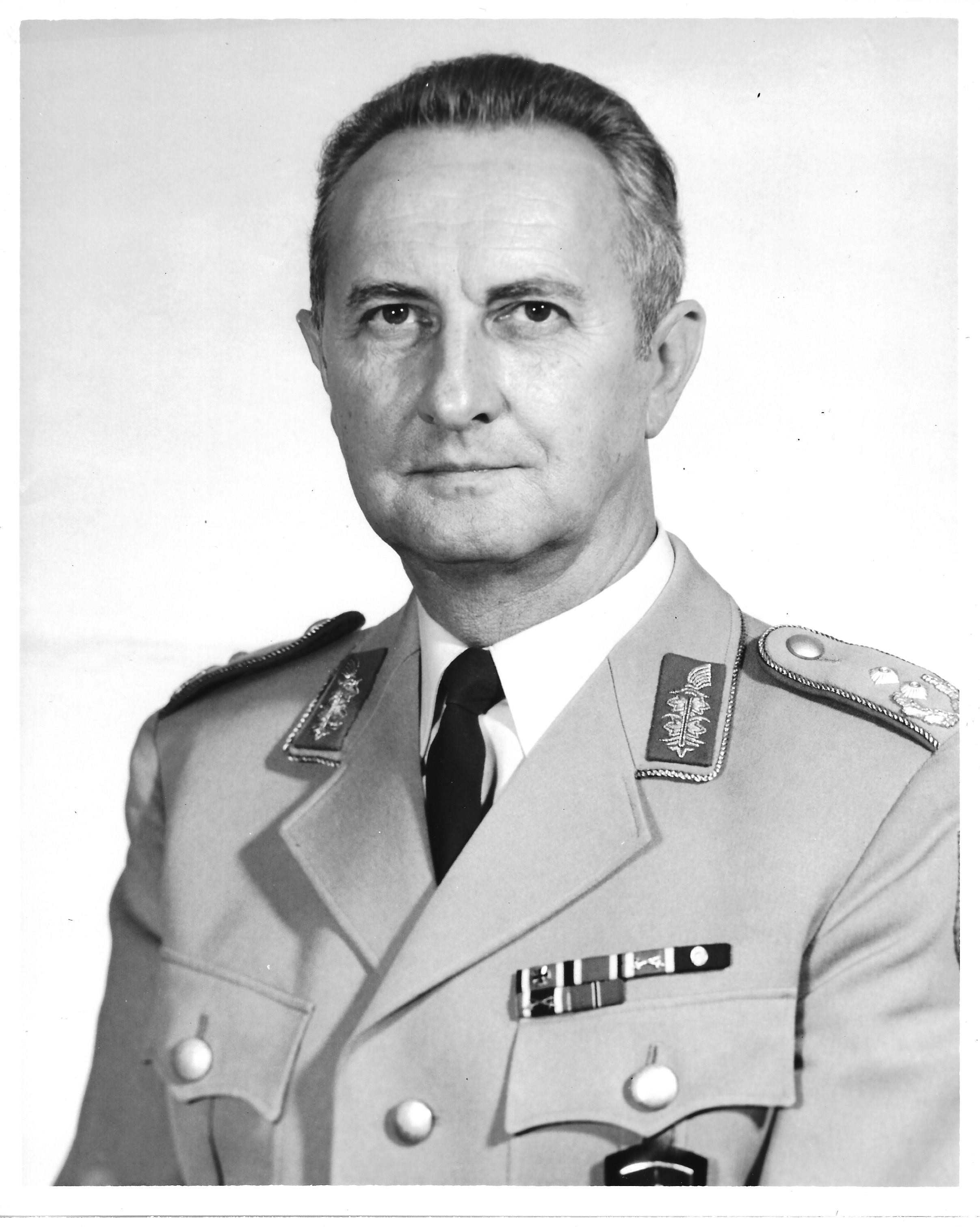
Lothar Renner, 1974

Lothar Renner (* 7. November 1918 in Karlsruhe; † 24. Oktober 1991 in Heidelberg) war ein deutscher Generalmajor und Chef des Stabes der Central Army Group der NATO.

## Leben
Renner wurde als zweiter Sohn eines Brauereidirektors geboren.

## Wehrmacht
Nach dem Abitur Ostern 1937 trat Renner als Offizieranwärter in die Wehrmacht ein und wurde der 2. Panzerjägerabteilung der 35. Infanterie-Division zugeteilt. 1939 wurde er zum Leutnant befördert. Während des Zweiten Weltkriegs war er von September 1939 bis Mai 1940 am Westwall eingeteilt, danach wurde er für sieben Monate in Frankreich und Belgien eingesetzt. Im Dezember 1941 wurde er an die Ostfront versetzt, wo er schwere Verwundungen erlitt, die er in nachfolgenden Lazarettaufenthalten in  Greiffenberg (Schlesien) und in Baden-Baden kurierte. Danach folgte Anfang 1943 eine Verwendung in der 5. Panzer-Division in Arles, Frankreich. Anschließend kam er als Hauptmann 1943 zur 1. Kosaken-Division in Jugoslawien. Im Frühjahr 1945 wurde er zur Volksgrenadier-Division in Böblingen versetzt, wo er als Hauptmann und Bataillonskommandeur ausschied.

## Bundeswehr
Nach dem Kriegsende war Renner für vier Jahre Journalist bei der US-Presse in Göppingen. Von 1949 bis Sommer 1956 arbeitete er selbstständiger Kaufmann im Einzelhandel für die Bally AG. Im Sommer 1956 trat er als Stabsoffiziere in die Bundeswehr ein. Dort durchlief er von 1958 bis 1959 die Generalstabsausbildung an der Führungsakademie der Bundeswehr in Hamburg. Anschließend war er in der Operationsabteilung G3 der NATO-Armeegruppe Nord NORTHAG als Generalstabsoffizier eingesetzt. An der École supérieure de guerre (EGS), Paris war er ab 1962 für zwei Jahre als erster deutscher Verbindungs- und Lehroffizier tätig. Von 1964 bis Mitte 1978 war er auf verschiedenen Führungsposten der Bundeswehr eingesetzt. Als Generalmajor trat Renner mit dem 30. Juni 1978 in den Ruhestand.

## Sonstiges
Von 1980 bis 1981 war er Präsident des Heidelberg Rotary Club. Danach war er von 1982 bis 1983 Governor des Rotary District 186.
Er war verheiratet und Vater zweier Töchter und eines Sohnes.

## Auszeichnungen

### 1939–1945
- Eisernes Kreuz II. Klasse 1940
- Eisernes Kreuz I. Klasse 1941
- Verwundetenabzeichen in Silber
- Medaille Winterschlacht im Osten 1941/42
- Tapferkeitsmedaille 2. Klasse Silber 1944
- Kriegsverdienstkreuz mit Schwertern 2. Klasse 1944

### Nach 1945
- Legion of Merit, USA 1978
- Bundesverdienstkreuz 1. Klasse, Bundesrepublik Deutschland 1976
- Kommandeur der Französischen Ehrenlegion, 1977